# Ostrava Open (WTA Tour)
Ostrava Open – żeński turniej tenisowy kategorii WTA Premier Series rangi WTA Premier zaliczany do cyklu WTA Tour, rozgrywany na kortach twardych w hali w czeskiej Ostrawie od sezonu 2020.

## Mecze finałowe

### Gra pojedyncza kobiet
| Rok  | Zwyciężczyni    | Finalistka         | Wynik    |
| 2021 | Anett Kontaveit | Maria Sakari       | 6:2, 7:5 |
| 2020 | Aryna Sabalenka | Wiktoryja Azaranka | 6:2, 6:2 |

### Gra podwójna kobiet
| Rok  | Zwyciężczynie                 | Finalistki                       | Wynik    |
| 2021 | Sania Mirza Zhang Shuai       | Kaitlyn Christian Erin Routliffe | 6:3, 6:2 |
| 2020 | Elise Mertens Aryna Sabalenka | Gabriela Dabrowski Luisa Stefani | 6:1, 6:3 |